# Candé-sur-Beuvron

Candes-Saint-Martin este o comună în departamentul Loir-et-Cher, Franța. În 1 ianuarie 2022 avea o populație de 1.487 de locuitori.